# Kościół św. Gertrudy w Krakowie
Kościół św. Gertrudy – kościół pod wezwaniem św. Getrtudy mieszczący się niegdyś w Krakowie, na terenie dzisiejszych Plant w pobliżu ulicy Siennej. Zburzony w 1822 roku.

## Historia
Niewielki kościół został wzniesiony w latach 1429–1432 z fundacji Mikołaja Wierzynka, na cmentarzu dla skazańców położonym tuż za krakowskimi murami miejskimi (w pobliżu bramy Nowej, na tyłach kompleksu kościoła i klasztoru dominikanów). Wierzynek chciał w ten sposób upamiętnić miejsce pochówku swego ojca, rajcy miejskiego Andrzeja Wierzynka, którego w 1406 osądzono pośpiesznie za defraudację miejskich pieniędzy, ścięto bez spowiedzi i pochowano w niepoświęconej ziemi. Kościół zburzony został w czasie potopu szwedzkiego, odbudowano go w latach 1666–1676. Konsekracji dokonał biskup Mikołaj Oborski. Był to wówczas niewielki kościółek, wzniesiony na planie kwadratu, z prostokątnym prezbiterium zamkniętym apsydą, sygnaturką na dachu i trzema ołtarzami wewnątrz. Kaplica spłonęła w czasie konfederacji barskiej, została ponownie odbudowana w 1778. W tym okresie była pokryta kopułą zwieńczoną latarnią.
Wokół kościoła znajdował się niewielki cmentarz, na którym chowano ściętych w Krakowie skazańców – aż do 1796, gdy krakowska rada miejska utraciła prawo miecza. Wówczas kościół stracił na znaczeniu, popadł w ruinę, w 1803 przeniesiono część sprzętów do kościoła św. Mikołaja. W 1810 kościół zamknięto, a w 1822 zburzono.
Pamiątką po świątyni jest m.in. nazwa pobliskiej ulicy św. Gertrudy oraz pochodzący z kościoła św. Gertrudy późnogotycki poliptyk ze sceną Koronacji Matki Boskiej i wizerunkami świętych na skrzydłach znajdujący się w kościele św. Mikołaja.

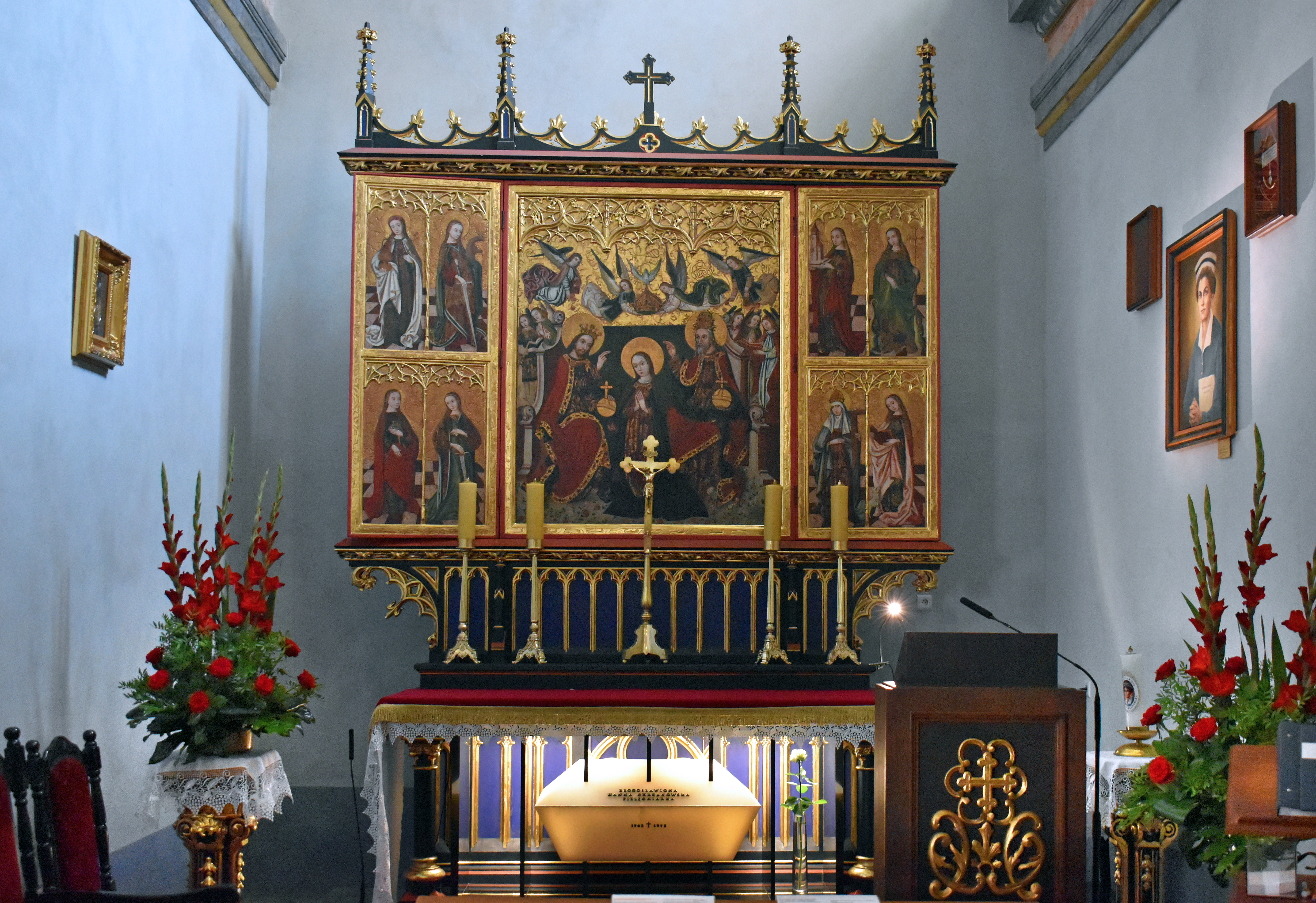
Pentaptyk znajdujący się obecnie w kościele św. Mikołaja.